# 八千代町
八千代町（やちよまち）は、茨城県の県西地域、結城郡にある町。関東平野のほぼ中央、茨城県南西部に位置する。古河都市圏に属する。

## 概要
東側は鬼怒川を挟んで下妻市、西側は古河市、南側は常総市と坂東市、北側は結城市と接している。
平成に入り、下妻市、旧石下町、旧千代川村との合併が検討され、新市名案の募集まで行ったものの、白紙解消された。その後、千代川村は下妻市に編入合併、石下町は水海道市に編入合併され常総市となり、単独町政となった。

## 地理
東京へ約60km、水戸市へ約70kmの距離にある。
気候は比較的温暖である。気候が白菜栽培に適しており、生産量は日本一で特に冬場の白菜の生産量は圧倒的に多く、11月から1月にかけての東京都中央卸売市場への出荷量のシェアは9割近くにもなる。
猿島台地にあり、台地上では地の利を生かしてさしま茶などが生産されている。
- 河川：鬼怒川・西仁連川

## 歴史

### 年表
- 1953年（昭和28年）5月18日 - 国道125号が制定。
- 1955年（昭和30年）1月1日 - 西豊田村・中結城村・安静村・下結城村・川西村が合併し八千代村が発足。
- 1972年（昭和47年）2月1日 - 八千代村が町制施行し八千代町になる。

### 行政区域変遷
- 変遷の年表

| 八千代町町域の変遷（年表） | 八千代町町域の変遷（年表） | 八千代町町域の変遷（年表） |
| 年                         | 月日                       | 現八千代町町域に関連する行政区域変遷 |
| -------------------------- | -------------------------- | --- |
| 1889年（明治22年）         | 4月1日                     | 町村制施行により、以下の村が発足。 - 結城郡 - 中結城村 ← 佐野村・塩本村・粕礼新田・下山川村・兵庫新田・菅谷村・瀬戸井村・大山村 - 下結城村 ← 水口村・松本村・平塚村・大戸新田 - 名崎村 ← 恩名村・長左衛門新田の一部・江口村・尾崎村・尾崎村新田・成田新田・水口村新田 - 豊田郡 - 西豊田村 ← 川尻村・沼森村・今里村・本郷村・片角村・貝谷村・大山村・太田村・ 粟野村・粟野新田・仁江戸村・苅橋村・若村村 - 岡田郡 - 安静村 ← 蕗田村・東蕗田村・新地村・新地新田・村岡村新田・栗山村・大間木村・ 磯村・村貫村・逆谷新田・佐兵衛新田・芦ケ谷村・芦ケ谷新田・尾崎村 - 真壁郡 - 川西村 ← 袋村・新井村・八町村・久下田村・高崎村・大里村・ 大渡戸村・小屋村・坪井村・野爪村 |
| 1896年（明治29年）         | 4月1日                     | 結城郡・岡田郡・豊田郡が合併し結城郡が発足。 |
| 1955年（昭和30年）         | 1月1日                     | 西豊田村・中結城村・安静村・下結城村・川西村が合併し八千代村が発足。 |
| 1955年（昭和30年）         | 2月11日                    | 名崎村は猿島郡幸島村・八俣村とともに合併し三和村が発足。 |
| 1955年（昭和30年）         | 6月                        | 三和村の一部（成田新田）は八千代町に編入。 |
| 1972年（昭和47年）         | 2月1日                     | 八千代村が町制施行し八千代町になる。 |

- 変遷表

| 八千代町町域の変遷表 | 八千代町町域の変遷表    | 八千代町町域の変遷表 | 八千代町町域の変遷表 | 八千代町町域の変遷表 | 八千代町町域の変遷表        | 八千代町町域の変遷表                                    | 八千代町町域の変遷表 | 八千代町町域の変遷表 | 八千代町町域の変遷表 |
| 1868年 以前          | 1868年 以前             | 1868年 以前          | 明治元年 - 明治22年  | 明治22年 4月1日      | 明治22年 - 昭和64年         | 明治22年 - 昭和64年                                     | 平成元年 - 現在      | 現在                 |                      |
| -------------------- | ----------------------- | -------------------- | -------------------- | -------------------- | --------------------------- | ------------------------------------------------------- | -------------------- | -------------------- | -------------------- |
| 結城郡               |                         | 佐野村               | 佐野村               | 中結城村             | 中結城村                    | 昭和30年2月11日 八千代村 昭和47年2月1日 町制            | 八千代町             | 八千代町             |                      |
| 結城郡               | 塩本村                  |                      |                      | 中結城村             | 中結城村                    | 昭和30年2月11日 八千代村 昭和47年2月1日 町制            | 八千代町             | 八千代町             |                      |
| 結城郡               | 粕礼新田                |                      |                      | 中結城村             | 中結城村                    | 昭和30年2月11日 八千代村 昭和47年2月1日 町制            | 八千代町             | 八千代町             |                      |
| 結城郡               |                         | 今宿村新田           | 明治11年 下山川村    | 中結城村             | 中結城村                    | 昭和30年2月11日 八千代村 昭和47年2月1日 町制            | 八千代町             | 八千代町             |                      |
| 結城郡               | 水海道新田              |                      | 明治11年 下山川村    | 中結城村             | 中結城村                    | 昭和30年2月11日 八千代村 昭和47年2月1日 町制            | 八千代町             | 八千代町             |                      |
| 結城郡               | 徳右衛門新田            |                      | 明治11年 下山川村    | 中結城村             | 中結城村                    | 昭和30年2月11日 八千代村 昭和47年2月1日 町制            | 八千代町             | 八千代町             |                      |
| 結城郡               | 善左衛門新田            |                      | 明治11年 下山川村    | 中結城村             | 中結城村                    | 昭和30年2月11日 八千代村 昭和47年2月1日 町制            | 八千代町             | 八千代町             |                      |
| 結城郡               | 兵庫新田                |                      |                      | 中結城村             | 中結城村                    | 昭和30年2月11日 八千代村 昭和47年2月1日 町制            | 八千代町             | 八千代町             |                      |
| 結城郡               | 菅谷村                  |                      |                      | 中結城村             | 中結城村                    | 昭和30年2月11日 八千代村 昭和47年2月1日 町制            | 八千代町             | 八千代町             |                      |
| 結城郡               | 瀬戸井村                |                      |                      | 中結城村             | 中結城村                    | 昭和30年2月11日 八千代村 昭和47年2月1日 町制            | 八千代町             | 八千代町             |                      |
| 結城郡               |                         | 大山新田             | 明治15年 大山村      | 中結城村             | 中結城村                    | 昭和30年2月11日 八千代村 昭和47年2月1日 町制            | 八千代町             | 八千代町             |                      |
| 結城郡               |                         | 水口村               | 水口村               | 下結城村             | 下結城村                    | 昭和30年2月11日 八千代村 昭和47年2月1日 町制            | 八千代町             | 八千代町             |                      |
| 結城郡               | 松本村                  |                      |                      | 下結城村             | 下結城村                    | 昭和30年2月11日 八千代村 昭和47年2月1日 町制            | 八千代町             | 八千代町             |                      |
| 結城郡               | 平塚村                  |                      |                      | 下結城村             | 下結城村                    | 昭和30年2月11日 八千代村 昭和47年2月1日 町制            | 八千代町             | 八千代町             |                      |
| 結城郡               | 大戸新田                |                      |                      | 下結城村             | 下結城村                    | 昭和30年2月11日 八千代村 昭和47年2月1日 町制            | 八千代町             | 八千代町             |                      |
| 豊田郡               |                         | 川尻村               | 川尻村               | 西豊田村             | 明治29年4月1日 結城郡に編入 | 昭和30年2月11日 八千代村 昭和47年2月1日 町制            | 八千代町             | 八千代町             |                      |
| 豊田郡               | 沼森村                  |                      |                      | 西豊田村             | 明治29年4月1日 結城郡に編入 | 昭和30年2月11日 八千代村 昭和47年2月1日 町制            | 八千代町             | 八千代町             |                      |
| 豊田郡               | 今里村                  |                      |                      | 西豊田村             | 明治29年4月1日 結城郡に編入 | 昭和30年2月11日 八千代村 昭和47年2月1日 町制            | 八千代町             | 八千代町             |                      |
| 豊田郡               | 本郷村                  |                      |                      | 西豊田村             | 明治29年4月1日 結城郡に編入 | 昭和30年2月11日 八千代村 昭和47年2月1日 町制            | 八千代町             | 八千代町             |                      |
| 豊田郡               | 片角村                  |                      |                      | 西豊田村             | 明治29年4月1日 結城郡に編入 | 昭和30年2月11日 八千代村 昭和47年2月1日 町制            | 八千代町             | 八千代町             |                      |
| 豊田郡               | 貝谷村                  |                      |                      | 西豊田村             | 明治29年4月1日 結城郡に編入 | 昭和30年2月11日 八千代村 昭和47年2月1日 町制            | 八千代町             | 八千代町             |                      |
| 豊田郡               |                         | 大山新田             | 明治15年 大山村      | 西豊田村             | 明治29年4月1日 結城郡に編入 | 昭和30年2月11日 八千代村 昭和47年2月1日 町制            | 八千代町             | 八千代町             |                      |
| 豊田郡               | 太田村                  |                      |                      | 西豊田村             | 明治29年4月1日 結城郡に編入 | 昭和30年2月11日 八千代村 昭和47年2月1日 町制            | 八千代町             | 八千代町             |                      |
| 豊田郡               | 粟野村                  |                      |                      | 西豊田村             | 明治29年4月1日 結城郡に編入 | 昭和30年2月11日 八千代村 昭和47年2月1日 町制            | 八千代町             | 八千代町             |                      |
| 豊田郡               | 粟野新田                |                      |                      | 西豊田村             | 明治29年4月1日 結城郡に編入 | 昭和30年2月11日 八千代村 昭和47年2月1日 町制            | 八千代町             | 八千代町             |                      |
| 豊田郡               | 仁江戸村                |                      |                      | 西豊田村             | 明治29年4月1日 結城郡に編入 | 昭和30年2月11日 八千代村 昭和47年2月1日 町制            | 八千代町             | 八千代町             |                      |
| 豊田郡               | 苅橋村                  |                      |                      | 西豊田村             | 明治29年4月1日 結城郡に編入 | 昭和30年2月11日 八千代村 昭和47年2月1日 町制            | 八千代町             | 八千代町             |                      |
| 豊田郡               | 若村                    |                      |                      | 西豊田村             | 明治29年4月1日 結城郡に編入 | 昭和30年2月11日 八千代村 昭和47年2月1日 町制            | 八千代町             | 八千代町             |                      |
| 岡田郡               |                         | 西蕗田村             | 明治11年 蕗田村      | 安静村               | 明治29年4月1日 結城郡に編入 | 昭和30年2月11日 八千代村 昭和47年2月1日 町制            | 八千代町             | 八千代町             |                      |
| 岡田郡               | 法木田村                |                      | 明治11年 蕗田村      | 安静村               | 明治29年4月1日 結城郡に編入 | 昭和30年2月11日 八千代村 昭和47年2月1日 町制            | 八千代町             | 八千代町             |                      |
| 岡田郡               | 新地村                  |                      |                      | 安静村               | 明治29年4月1日 結城郡に編入 | 昭和30年2月11日 八千代村 昭和47年2月1日 町制            | 八千代町             | 八千代町             |                      |
| 岡田郡               | 新地新田                |                      |                      | 安静村               | 明治29年4月1日 結城郡に編入 | 昭和30年2月11日 八千代村 昭和47年2月1日 町制            | 八千代町             | 八千代町             |                      |
| 岡田郡               |                         | 村岡村 の一部        | 明治11年 村岡村新田  | 安静村               | 明治29年4月1日 結城郡に編入 | 昭和30年2月11日 八千代村 昭和47年2月1日 町制            | 八千代町             | 八千代町             |                      |
| 岡田郡               | 栗山村                  |                      |                      | 安静村               | 明治29年4月1日 結城郡に編入 | 昭和30年2月11日 八千代村 昭和47年2月1日 町制            | 八千代町             | 八千代町             |                      |
| 岡田郡               | 大間木村                |                      |                      | 安静村               | 明治29年4月1日 結城郡に編入 | 昭和30年2月11日 八千代村 昭和47年2月1日 町制            | 八千代町             | 八千代町             |                      |
| 岡田郡               | 磯村                    |                      |                      | 安静村               | 明治29年4月1日 結城郡に編入 | 昭和30年2月11日 八千代村 昭和47年2月1日 町制            | 八千代町             | 八千代町             |                      |
| 岡田郡               | 村貫村                  |                      |                      | 安静村               | 明治29年4月1日 結城郡に編入 | 昭和30年2月11日 八千代村 昭和47年2月1日 町制            | 八千代町             | 八千代町             |                      |
| 岡田郡               | 逆谷新田                |                      |                      | 安静村               | 明治29年4月1日 結城郡に編入 | 昭和30年2月11日 八千代村 昭和47年2月1日 町制            | 八千代町             | 八千代町             |                      |
| 岡田郡               | 佐兵衛新田              |                      |                      | 安静村               | 明治29年4月1日 結城郡に編入 | 昭和30年2月11日 八千代村 昭和47年2月1日 町制            | 八千代町             | 八千代町             |                      |
| 岡田郡               |                         | 芦ケ谷村             | 明治11年 芦ケ谷村    | 安静村               | 明治29年4月1日 結城郡に編入 | 昭和30年2月11日 八千代村 昭和47年2月1日 町制            | 八千代町             | 八千代町             |                      |
| 岡田郡               | 明治11年 芦ケ谷新田新田 | 芦ケ谷村             |                      | 安静村               | 明治29年4月1日 結城郡に編入 | 昭和30年2月11日 八千代村 昭和47年2月1日 町制            | 八千代町             | 八千代町             |                      |
| 岡田郡               | 尾崎村                  |                      |                      | 安静村               | 明治29年4月1日 結城郡に編入 | 昭和30年2月11日 八千代村 昭和47年2月1日 町制            | 八千代町             | 八千代町             |                      |
| 真壁郡               |                         | 袋村                 | 袋村                 | 川西村               | 川西村                      | 昭和30年2月11日 八千代村 昭和47年2月1日 町制            | 八千代町             | 八千代町             |                      |
| 真壁郡               | 新井村                  |                      |                      | 川西村               | 川西村                      | 昭和30年2月11日 八千代村 昭和47年2月1日 町制            | 八千代町             | 八千代町             |                      |
| 真壁郡               | 八町村                  |                      |                      | 川西村               | 川西村                      | 昭和30年2月11日 八千代村 昭和47年2月1日 町制            | 八千代町             | 八千代町             |                      |
| 真壁郡               | 久下田村                |                      |                      | 川西村               | 川西村                      | 昭和30年2月11日 八千代村 昭和47年2月1日 町制            | 八千代町             | 八千代町             |                      |
| 真壁郡               | 高崎村                  |                      |                      | 川西村               | 川西村                      | 昭和30年2月11日 八千代村 昭和47年2月1日 町制            | 八千代町             | 八千代町             |                      |
| 真壁郡               | 大里村                  |                      |                      | 川西村               | 川西村                      | 昭和30年2月11日 八千代村 昭和47年2月1日 町制            | 八千代町             | 八千代町             |                      |
| 真壁郡               | 大渡戸村                |                      |                      | 川西村               | 川西村                      | 昭和30年2月11日 八千代村 昭和47年2月1日 町制            | 八千代町             | 八千代町             |                      |
| 真壁郡               | 小屋村                  |                      |                      | 川西村               | 川西村                      | 昭和30年2月11日 八千代村 昭和47年2月1日 町制            | 八千代町             | 八千代町             |                      |
| 真壁郡               | 坪井村                  |                      |                      | 川西村               | 川西村                      | 昭和30年2月11日 八千代村 昭和47年2月1日 町制            | 八千代町             | 八千代町             |                      |
| 真壁郡               | 野爪村                  |                      |                      | 川西村               | 川西村                      | 昭和30年2月11日 八千代村 昭和47年2月1日 町制            | 八千代町             | 八千代町             |                      |
| 結城郡               |                         | 成田新田             | 成田新田             | 名崎村 の一部        | 名崎村の一部                | 1955年2月11日 三和村の一部 昭和30年6月 八千代村に編入。 | 八千代町             | 八千代町             |                      |

## 人口
| |                                          |  |
| 八千代町と全国の年齢別人口分布（2005年） | 八千代町の年齢・男女別人口分布（2005年） |  |
| ■紫色 ― 八千代町 ■緑色 ― 日本全国 | ■青色 ― 男性 ■赤色 ― 女性                |  |
| 八千代町（に相当する地域）の人口の推移 \| 1970年（昭和45年） \| 21,945人 \| \| \| 1975年（昭和50年） \| 22,160人 \| \| \| 1980年（昭和55年） \| 22,845人 \| \| \| 1985年（昭和60年） \| 24,029人 \| \| \| 1990年（平成2年） \| 24,351人 \| \| \| 1995年（平成7年） \| 25,008人 \| \| \| 2000年（平成12年） \| 24,352人 \| \| \| 2005年（平成17年） \| 23,609人 \| \| \| 2010年（平成22年） \| 23,106人 \| \| \| 2015年（平成27年） \| 22,021人 \| \| \| 2020年（令和2年） \| 21,026人 \| \| |                                          |  |
| 総務省統計局 国勢調査より |                                          |  |
| 1970年（昭和45年） | 21,945人                                 |  |
| 1975年（昭和50年） | 22,160人                                 |  |
| 1980年（昭和55年） | 22,845人                                 |  |
| 1985年（昭和60年） | 24,029人                                 |  |
| 1990年（平成2年） | 24,351人                                 |  |
| 1995年（平成7年） | 25,008人                                 |  |
| 2000年（平成12年） | 24,352人                                 |  |
| 2005年（平成17年） | 23,609人                                 |  |
| 2010年（平成22年） | 23,106人                                 |  |
| 2015年（平成27年） | 22,021人                                 |  |
| 2020年（令和2年） | 21,026人                                 |  |

## 地域

### 地区
町域は町内に設置されている5つの町立小学校の学区ごとに地区分けされている。
- 西豊田地区 - 町の中央部から東部に当たる地区。（旧西豊田村地域）
- 安静地区 - 町の南部に当たる地区。（旧安静村地域）
- 中結城地区 - 町の中央部から北西部に当たる地区。（旧中結城村地域）
- 下結城地区 - 町の南西部に当たる地区。（旧下結城村地域）
- 川西地区 - 町の北東部に当たる地区。（旧川西村地域）

### 大字名
| 西豊田地区                                                                                   | 安静地区                                                                                          | 中結城地区                                                                             | 下結城地区           | 川西地区                                                                |
| -------------------------------------------------------------------------------------------- | ------------------------------------------------------------------------------------------------- | -------------------------------------------------------------------------------------- | -------------------- | ----------------------------------------------------------------------- |
| - 貝谷 - 沼森 - 今里 - 若 - 川尻 - 本郷 - 仁江戸 - 粟野 - 片角 - 中野 - 苅橋 - 東大山 - 太田 | - 蕗田 - 東蕗田 - 新地 - 新地新田 - 栗山 - 大間木 - 磯 - 村貫 - 芦ヶ谷 - 芦ヶ谷新田 - 尾崎 - 福岡 | - 佐野 - 塩本 - 下山川 - 菅谷 - 瀬戸井 - 西大山 - 粕礼 - 兵庫 - 成田 - 東原 - 大戸新田 | - 平塚 - 松本 - 水口 | - 久下田 - 高崎 - 大渡戸 - 小屋 - 袋 - 坪井 - 新井 - 野爪 - 八町 - 大里 |

尚、町内の大字名については「八千代町大字貝谷」の如く「大字○○」と表記するのが正式な表記である。

## 行政
町長
- 野村勇（2020年9月6日就任、1期目）

歴代町長
| 代 | 氏名       | 在職期間        | 備考         |
| -- | ---------- | --------------- | ------------ |
| 1  | 水書喜三郎 | 1972年 - 1979年 |              |
| 2  | 宮本邦朋   | 1979年 - 1991年 | 3期連続      |
| 3  | 大久保敏夫 | 1991年 - 1999年 | 2期連続      |
| 4  | 大久保司   | 1999年 - 2019年 | 5期連続      |
| 5  | 谷中聰     | 2019年 - 2020年 | 在職中に死去 |
| 6  | 野村勇     | 2020年 -        |              |

## 交通

### 鉄道
町内を鉄道路線は通っていない。最寄り駅は、関東鉄道常総線下妻駅。

### 道路
- 一般国道
  - 国道125号
- 主要地方道
  - 茨城県道20号結城坂東線
  - 茨城県道23号筑西三和線
  - 茨城県道56号つくば古河線
- 一般県道
  - 茨城県道124号新宿新田総和線
  - 茨城県道136号高崎坂東線
  - 茨城県道137号若境線
  - 茨城県道233号山王下妻線

### バス
- 茨城急行自動車 - 古河営業所
- ジェイアールバス関東 - 古河支店
- 関鉄パープルバス（わかば号）- 2020年1月末をもって廃止された

### ナンバープレート
ナンバープレートは｢つくばナンバー｣である。ご当地ナンバーとして新設され、2007年2月13日から導入された。

## 教育

### 高等学校
- 茨城県立八千代高等学校

### 中学校
- 八千代町立東中学校
- 八千代町立八千代第一中学校

### 小学校
- 八千代町立安静（あんじょう）小学校
- 八千代町立川西小学校
- 八千代町立下結城小学校
- 八千代町立中結城小学校
- 八千代町立西豊田小学校

## 観光

### 施設
- 八千代グリーンビレッジ
- 憩遊館やちよ乃湯 - 温泉施設

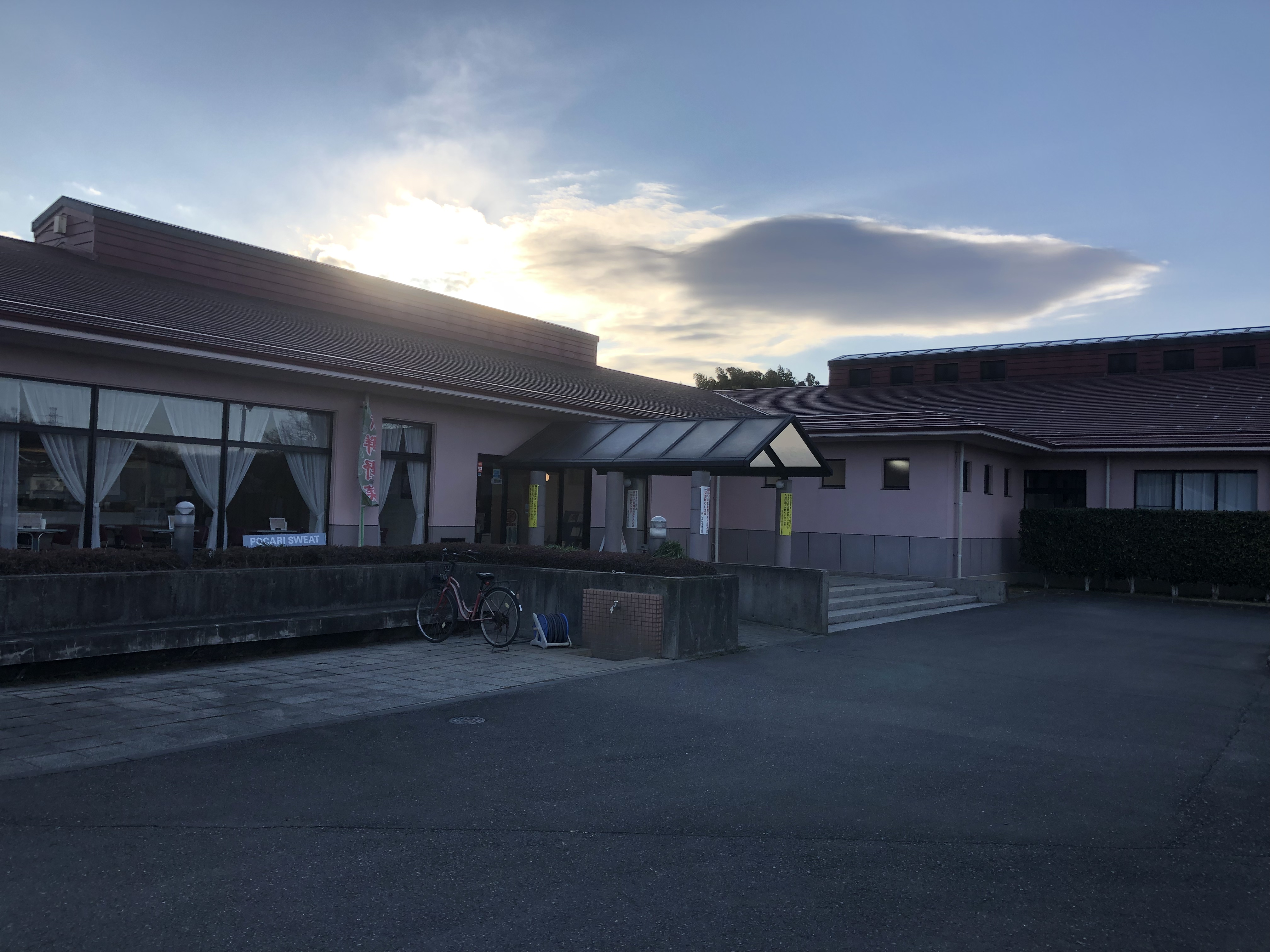
八千代グリーンビレッジ憩遊館

- クラインガルデン八千代 - 滞在型市民農園
- 八千代町歴史民俗資料館
- 八千代町立図書館

### 神社・寺
- 新長谷寺（八町観音）
- 佛性寺
- 弘徳寺
- 医王寺
- 圓満寺
- 金剛寺
- 歓喜寺
- 常照寺
- 福寿院
- 薬王寺
- 不動院
- 鹿嶋神社
- 鷲神社
- 東蕗田天満社
- 和歌神社
- 愛宕神社
- 惣前神社
- 十二所神社
- 久下田神社
- 四所神社
- 大桑神社
- 神明神社

### 史跡
- 愛宕山古墳
- 矢尻北古墳
- 秋葉山古墳
- 塚山古墳
- 若古墳
- 鹿嶋神社境内及び木立一円
- 尾崎前山遺跡製鉄炉跡地
- 太田城跡
- 和歌（島）城跡

### 特産品
- 白菜
- メロン
- 梨
- さしま茶

## 企業
- ヤマダイ

## 光ファイバー通信誘致活動
光ファイバー通信に関して八千代町は、「光ファイバー誘致活動」と称し、以下のような取り組みを行っている。
- 平成22年5月、町からNTT茨城支店へ要望書を提出。
- 平成23年4月、情報通信に関するアンケートを実施。
- 平成23年7月、上記のアンケートの結果報告を含めた要望書を再提出。
- 平成24年2月、｢フレッツ光｣の提供開始日が決定
- 平成24年6月、｢フレッツ光｣が町内全域で提供開始

## 著名な出身者
- 大久保七郎左衛門 - 国学者、志士
- 高野六郎 - 医学者
- 谷中聰 - 元八千代町長
- 大久保昭男 - イタリア文学者
- 中島成雄 - 元プロボクサー、元WBC世界ライトフライ級王者
- セツ・スズキ - 彫刻家
- 為我井徹 - ライトノベル作家
- 玉田凛映 - 元女子プロレスラー
- 高崎寛之 - サッカー選手（FC岐阜所属）
- 新井純平 - 元サッカー選手
- 金中竜児 - アマチュアボクサー
- 一番星 - お笑い芸人